# Friedrich Wilhelm Raiffeisen

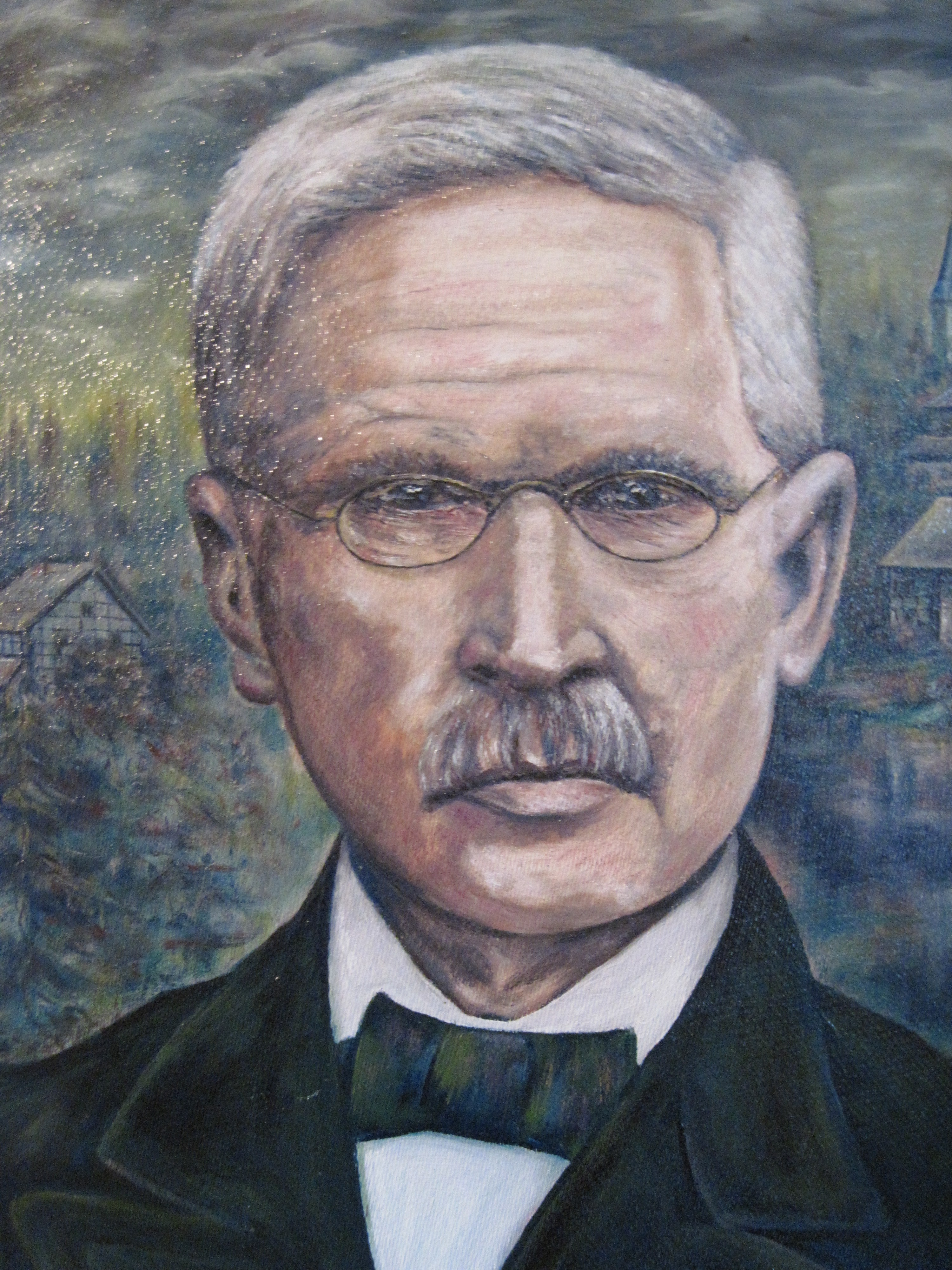
Friedrich Wilhelm Raiffeisen

Friedrich Wilhelm Raiffeisen (ur. 30 marca 1818 w Hamm (Sieg), zm. 11 marca 1888 w Heddesdorf (dzisiejszym Neuwied)) – niemiecki reformator społeczny, założyciel jednej z pierwszych spółdzielni pożyczkowo-oszczędnościowych w Europie.

## Życie
Był synem burmistrza Gottfrieda Friedricha Raiffeisena. Początkowo ukończył tylko szkołę podstawową, ale dzięki ojcu chrzestnemu-pastorowi, ukończył studia wyższe. Wstępując do wojska w 1835 roku pragnął rozpocząć karierę wojskową. Poważna choroba oczu spowodowała, iż pracował jako administrator i zarządca.
W 1845 roku został burmistrzem Weyerbusch w Westerwald.
Podczas głodowej zimy 1846/1847 stworzył „Związek dla chleba” (niem. „Brotverein”), co zapoczątkowało jego działalność spółdzielczą.
Jako burmistrz Flammersfeld założył stowarzyszenie wspierające rolników, a jako burmistrz w Heddesdorf k. Neuwied, stworzył stowarzyszenie dobroczynne. Pomimo przejścia na emeryturę w 1865 roku z powodu nasilającej się choroby oczu, nadal poświęcał się pracy związkowej.
W 1866 roku ukazała się jego publikacja pt. Związki kas pożyczkowych, jako środek zaradczy przeciwko biedzie ludności wiejskiej, a także miejskich rzemieślników i robotników. Friedrich Wilhelm Raiffeisen zapoczątkował ideę banków spółdzielczych jako antidotum na niechęć banków mieszczańskich do finansowania rolnictwa i rolników.

## Związki kas pożyczkowych
Propagowane przez Raiffeisena związki kas pożyczkowych różniły się od wcześniejszych organizacji pomocowych tym, że ich działalność koncentrowała się jedynie na gwarantowaniu pożyczek, a pożyczkobiorcy musieli być członkami związku (w Polsce na wzór kas Raiffeisena powstały w Galicji „Kasy Stefczyka”, nazwane tak od nazwiska Franciszka Stefczyka, nauczyciela i działacza społecznego. Odegrały one ogromną rolę w budowie po I wojnie światowej polskiego sektora usług i drobnej przedsiębiorczości). W tego typu organizacjach kierowano się nie tylko przesłankami ekonomicznymi. Pozostała w nich mocno zakorzeniona fundamentalna myśl: „Jeden za wszystkich – wszyscy za jednego”, którą odzwierciedlała nieograniczona rękojmię wszystkich członków.